# Nadagara dohertyi
Nadagara dohertyi är en fjärilsart som beskrevs av Louis Beethoven Prout 1925. Nadagara dohertyi ingår i släktet Nadagara och familjen mätare. Inga underarter finns listade i Catalogue of Life.